# Pesquera de Duero
Pesquera de Duero település Spanyolországban, Valladolid tartományban. Pesquera de Duero Peñafiel, Quintanilla de Arriba, Valbuena de Duero, Piñel de Abajo, Roturas és Curiel de Duero községekkel határos. Lakosainak száma 423 fő (2024).

## Népesség
A település népessége az utóbbi években az alábbiak szerint változott:
| Lakosok száma | 531  | 538  | 522  | 534  | 515  | 469  | 466  | 448  | 428  | 423  |
|               | 2001 | 2004 | 2007 | 2009 | 2012 | 2014 | 2017 | 2019 | 2022 | 2024 |